# 검은 거울 (1946년 영화)
검은 거울(The Dark Mirror)은 미국에서 제작된 로버트 시오드맥 감독의 1946년 느와르, 스릴러 영화이다. 올리비아 드 하빌랜드 등이 주연으로 출연하였고 누널리 존슨 등이 제작에 참여하였다.

## 출연

### 주연
- 올리비아 드 하빌랜드
- 루 에어스

### 조연
- 토마스 밋첼
- 리처드 롱
- 찰스 에반스
- 게리 오웬

## 제작진
- 미술: 던컨 크레이머
- 의상: 아이린 세러프